# Lissonota conflagrata
Lissonota conflagrata är en stekelart som beskrevs av Johann Ludwig Christian Gravenhorst 1829. Lissonota conflagrata ingår i släktet Lissonota och familjen brokparasitsteklar. Inga underarter finns listade i Catalogue of Life.